# Вергински щит
Вергинският щит (на гръцки: Ασπίδα από τον Βασιλικό Τάφο στην Βεργίνα) е древномакедонско погребално церемониално оръжие от античния град Еге, край днешното село Вергина, Гърция. Щитът е сред ценните находки, намерени при разкопките на Вергинските царски гробници. Датиран е към македонската епоха и е сред предметите, с които е погребан Филип II Македонски, намерен в неговата гробница. Според някои теории шитът принадлежи на Филип III Аридей, който се смята, че е погребан в същата гробница.
Щитът е с формата на аспис (или хоплон, голям кръгъл тежък щит), но е с по-богато декорирана украса и е изработен от дърво, кожа, стъкло, злато и слонова кост. Предната част на щита има геометрична шарка от слонова кост по края на щита, а златен венец обхваща две фигури от слонова кост в центъра. Поради ерозията на фигурите, те не могат да се определят ясно, но изглежда, че мъжки фигури се извисяват над по-малка женска фигура. На обратната страна на щита има богато украсена златна дръжка във формата на буквата „Т“ с флорални елементи в краищата. Близо до средата на захвата на дръжката са издълбани два малки лъва в златото. Учени, сред които и историкът Никълъс Хамънд, смятат, че фигурите вероятно са символ на власт или царственост и че богатият дизайн на щита се вписва с останалите погребални предмети, намерени в царската гробница, изработени от злато, сребро и слонова кост.